# Mori Getsujō
Mori Getsujō (japanisch 森 月城; geboren 1887 in der Präfektur Hyōgo; gestorben 1961) war ein japanischer Maler der Nihonga-Richtung.

## Leben und Werk
Mori Getsujō studierte Malerei unter Takeuchi Seihō. 1908 gewann er einen Preis auf der 2. „Bunten“ 1919 gewann er einen Preis auf der 1. „Teiten“. In den späten 1930er Jahren reiste er durch Taiwan und skizzierte dort Landschaften, die er in einer Farbdruck-Mappe „Taiwan no inshō“ (臺灣の印象) – „Eindrücke von Taiwan“ publizierte.
Später konnte Mori juryfrei auf der „Teiten“-Ausstellungsreihe und der sich anschließenden „Shin-Bunten“ ausstellen. 1931 war er auf der „Ausstellung japanische Malerei“ in Berlin zu sehen.
Mori wurde mit dem Kulturpreis der Präfektur Hyōgo ausgezeichnet.